# 赤塚自得

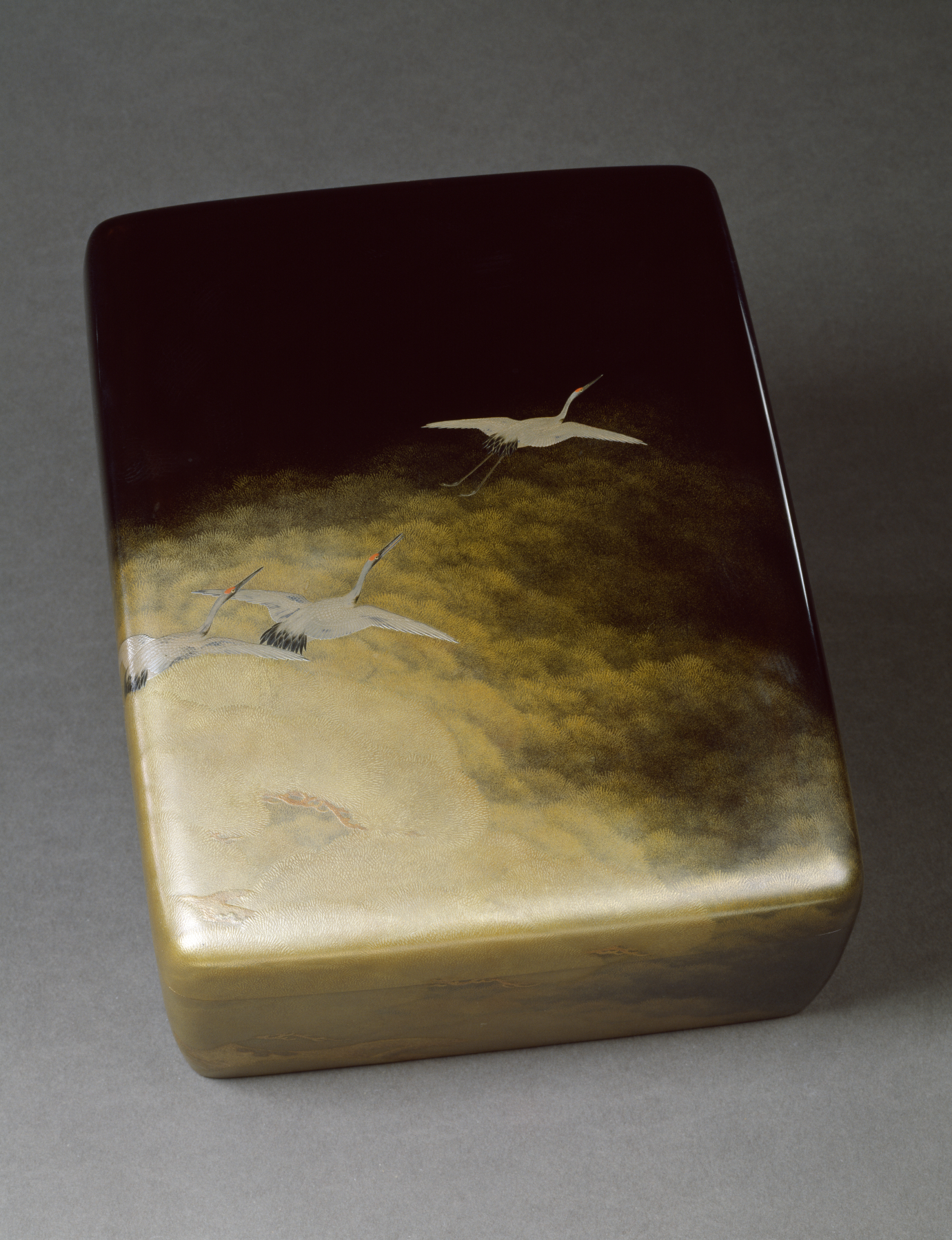
赤塚自得による蒔絵の料紙箱、1904年頃の作、ウォルターズ美術館所蔵。

赤塚 自得（あかつか じとく、1871年4月21日（明治4年3月2日） - 1936年（昭和11年）2月1日）は日本の漆芸家、専門は蒔絵、本名は平左衛門。

## 略歴
東京市芝区浜松町、代々漆芸の家系に生まれる。勧学義塾に学びながら狩野久信に日本画、蒔絵を師事、のち寺崎広業に師事し、白馬会で洋画も学ぶ。
作品の発表先を求めて1925年に金工家の香取秀真、陶芸家の板谷波山らと工芸済々会を結成。
1927年には第8回帝国美術院展覧会で漆工の審査委員を務め、1930年、帝国美術院会員となる。
伝統を踏まえながらも自らの創意で自然を描き、漆芸の近代化を進め、大正・昭和初期の漆芸界で指導的役割を果たした。
1936年、65歳で死去。墓所は多磨霊園。

## 主な作品
- 蓬莱山蒔絵硯箱（1918年作、東京国立博物館所蔵）
- 竹林図蒔絵硯箱及文台（大正期作、京都国立近代美術館所蔵）
- 菊蒔絵硯箱（1900年作、東京富士美術館所蔵）
- 牡丹花硯箱（年代不詳、東京芸術大学大学美術館所蔵）
- 金地蝶牡丹唐草蒔絵文庫（年代不詳、広島県立美術館所蔵）